# PZL.49 Miś
PZL.49 Miś — projekt polskiego samolotu bombowego z okresu międzywojennego, nie zrealizowany z powodu wybuchu II wojny światowej.

## Historia
Proponowanym następcą bombowca Łoś miał być PZL-49 Miś. Projekt opracował Jerzy Dąbrowski przy wydatnej współpracy inż. Piotra Kubickiego. Podstawowym kierunkiem rozwoju było poprawienie osiągów, zwłaszcza prędkości lotu przez zwiększenie mocy zespołu napędowego oraz poprawienie aerodynamiki płatowca. Wzmocnieniu uległo uzbrojenie obronne. Normalny ładunek bomb 2200 kg mógł być zwiększony do 3000 kg, w zamian za zmniejszenie zapasu paliwa. Zasięg normalny wynosił 2000 km, a maksymalny z dodatkowymi zbiornikami paliwa 3000 km. W konstrukcji płatowca wykorzystano około połowy elementów pochodzących z PZL.37. Kadłub został troszkę wydłużony. Aby poprawić opływ, linię grzbietową kadłuba zastosowano bez uskoku dla tylnego górnego stanowiska k.m. Wieża grzbietowa oraz kołyska podkadłubowa były wysuwane tylko na czas akcji bojowej. Kółko ogonowe było również chowane w locie. Zrezygnowano przy tym z wydatnego, ale mało skutecznego przejścia aerodynamicznego skrzydło-kadłub, sięgającego w Łosiu od części spływowej płata aż do połowy tylnej części kadłuba. Podwozie główne jednogoleniowe było konstrukcji inż. Piotra Kubickiego (patent 29 090), wielodźwigniowe dla cięższych samolotów. Napęd stanowiłyby zapewne silniki Bristol Hercules II 14-cylindrowe, w układzie podwójnej gwiazdy, o mocy startowej 949 kW (1290 KM) i maksymalnej na wysokości 1500 m 810-846 kW (1100-1150 KM), które zamówiono na potrzeby prototypu w zakładach Bristol. Osłonę stanowił pierścień NACA. Licencję na te silniki zakupiła PZL-WS w 1939 r. Grzbietowa wieża obrotowa konstrukcji Jerzego Dąbrowskiego miała być uzbrojona w prototypie Misia w działko Hispano-Suiza HS. 404 kal. 20 mm, zakupione jeszcze w 1937 r., dla którego zamówiono w 1938 r. obrotnicę Hispano z terminem dostawy na czerwiec 1939 r. Stanowisko dolne w gondoli wysuwanej pod wpływem masy strzelca, było wzorowane na modelu wypróbowanym w samolotach PZL.42 i PZL.46.
Według memoriału gen. bryg. dr. Józefa Zająca z 28 XI 1938 r., PZL-49 Miś znajdował się w studiach, to znaczy w fazie opracowania projektu, przy czym rysunki samolotu były ukończone. Prace nad projektem przebiegały powoli, bowiem biuro konstrukcyjne PZL jako priorytet traktowało wówczas projekty samolotów myśliwskich. Latem 1939 r. Komisja Dowództwa Lotnictwa, ITL przy udziale przedstawicieli PZL zaakceptowała makietę użytkową PZL-49. Umożliwiło to ukończenie projektu konstrukcyjnego. Wobec przewidywanego zaangażowania Jerzego Dąbrowskiego przy projekcie myśliwca PZL.55 kierownictwo zespołu Misia miał objąć inż. Piotr Kubicki. Przewidywano przy tym, że produkcja seryjna podjęta będzie przez PZL WP-2 w Mielcu, gdzie miało powstać również biuro konstrukcyjne. Dalsze prace przerwała wojna. Wbrew informacjom podawanym w niektórych publikacjach, do budowy prototypu najprawdopodobniej nie zdążono przystąpić. Znaczną część dokumentacji przewieziono na początku września 1939 r. do mieszkania Jerzego Dąbrowskiego przy ul. Kazimierzowskiej, a następnie z obawy przed dostaniem się w ręce wroga, spalono w pobliskiej piekarni przez żonę konstruktora. Po wojnie do kraju napłynęły od Jerzego Dąbrowskiego skąpe informacje o tym projekcie, jak również szkic koncepcyjny rzutu bocznego projektowanego bombowca.